# Kasteel van Roc
Het Kasteel van Roc (Frans: Château du Roc) of du Roch is een Frans kasteel gelegen op een plaats genaamd Le Roch, op het grondgebied van de gemeente Saint-André-d'Allas, in het departement Dordogne, in de regio Nouvelle-Aquitaine.
Het kasteel is beschermd als historisch monument.